# Richard Simmons
Richard Simmons (anglès: Milton Teagle Simmons)  (Nova Orleans, 12 de juliol de 1948 - Hollywood Hills, 13 de juliol de 2024) va ser una personalitat i figura pública estatunidenca de fitnes, conegut per la seva personalitat excèntrica, extravagant i enèrgica. Va promoure programes de pèrdua de pes, sobretot a través de la seva línia de vídeos aeròbics Sweatin' to Oldies.
Simmons va començar la seva carrera per baixar de pes obrint el seu gimnàs Slimmons a Beverly Hills, Califòrnia, atenent a persones amb sobrepès, i es va fer molt conegut gràcies a la seva exposició a la televisió i a la popularitat dels seus productes de consum. Sovint és parodiat i va ser un convidat freqüent de programes de televisió i ràdio nocturns, com ara The Late Show with David Letterman i The Howard Stern Show.
Va continuar promovent la salut i l'exercici al llarg d'una carrera de dècades, i més tard va ampliar les seves activitats per incloure l'activisme polític, com ara el 2008 en suport d'un projecte de llei que obligava a l'educació física no competitiva a les escoles públiques com a part de la Llei Cap nen deixat enrere.
Simmons no es veu públicament des del febrer de 2014. Al març de 2016, van començar a aflorar especulacions i expressions de preocupació sobre el seu benestar als mitjans. Tant Simmons com el seu publicista van dir que les preocupacions no eren justificades, ja que simplement va optar per ser menys visible públicament.

## Biografia
Milton Teagle Simmons va néixer a Nova Orleans, Louisiana, el 12 de juliol de 1948, fill de Leonard Douglas Simmons Sr. i Shirley May (nascuda Satin). Va néixer de pares de negocis de l'espectacle i es va criar al barri francès de Nova Orleans. Simmons té un germà gran, Leonard Jr. El seu pare es va criar metodista i va treballar com a mestre de cerimònies i més tard en botigues de segona mà, mentre que la seva mare era jueva russa i era una ballarina fanàtica i més tard una venedora de cosmètics.
Simmons es va convertir més tard al catolicisme i va anar a Cor Jesu High School. Va anar a la Universitat de Louisiana a Lafayette abans de graduar-se a la Florida State University amb una llicenciatura en arts.
Era molt obès durant la seva primera infància i adolescència. Va començar a menjar en excés i va tenir sobrepès ja als 4 anys, i als 5 anys, sabia que es percebia negativament. Als 15 anys, pesava 83 kg. De jove, es va plantejar ser sacerdot. Com a jove estudiant d'art adult, havia aparegut entre els personatges del freak show a les pel·lícules de Fellini Satiricó (1968) i I Clowns (1970), i finalment va assolir un màxim de 122 kg.
En una entrevista al Tampa Bay Times, Simmons va explicar que va adoptar el nom de Richard en honor d'un oncle que va pagar la seva matrícula universitària. La seva primera feina a Nova Orleans va ser quan era nen, venent pralines a Leah's Pralines.

## Carrera

### Carrera de fitness
Quan es va traslladar a Los Angeles a la dècada del 1970, Simmons va treballar com a Cap de sala a Derek's, un restaurant de Beverly Hills. Va desenvolupar un interès pel fitness. Els estudis d'exercici de l'època van afavorir el client que ja estava en forma, de manera que hi havia poca ajuda disponible per a aquells que necessitaven guanyar forma física d'un estat d'altra manera poc saludable. Va establir gimnasos i el seu interès pel fitness el va ajudar a perdre 56 kg .
Més tard va obrir el seu propi estudi d'exercicis, originalment anomenat The Anatomy Asylum, on es va posar èmfasi en una alimentació saludable en porcions adequades i un exercici agradable en un ambient de suport. El negoci originalment incloïa un restaurant d'amanides anomenat Ruffage, un joc de paraules amb la paraula roughage (fibra dietètica), tot i que finalment es va eliminar a mesura que l'enfocament de The Anatomy Asylum es va traslladar únicament a l'exercici. Més tard rebatejat com Slimmons, l'establiment va continuar operant a Beverly Hills i Simmons va impartir classes de motivació i aeròbic durant tota la setmana. Slimmons va tancar el novembre de 2016.
El 2010, Simmons va declarar que s'havia mantingut en 45 kg durant 42 anys, havia estat ajudant a altres a perdre pes durant 35 anys, i que en el transcurs de la seva carrera de fitness, havia ajudat a la humanitat a perdre aproximadament 5,5 milions de kg. Simmons va utilitzar Internet com a mètode de divulgació fent funcionar el seu propi lloc web basat en membres i també té pàgines oficials en nombrosos llocs de xarxes socials, com ara Facebook, Twitter, Myspace i YouTube.

### En mitjans de comunicació

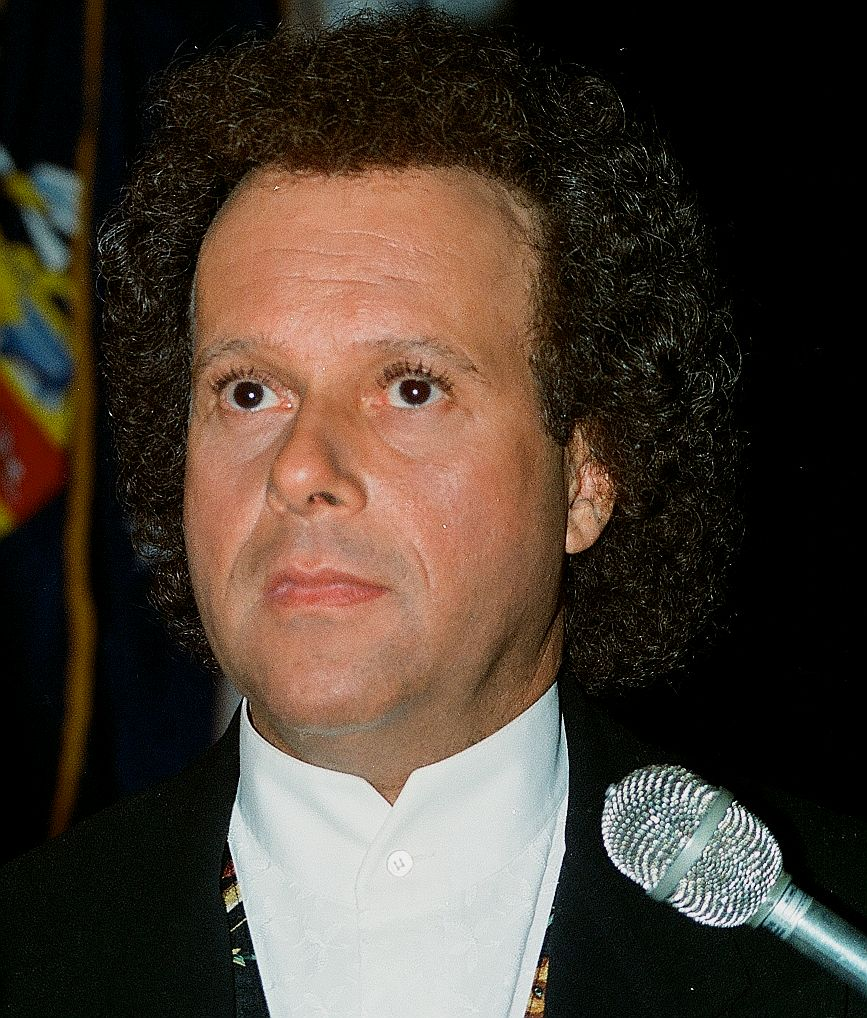
Simmons a Washington, DC, el 1998

Simmons va començar a cridar l'atenció dels mitjans a causa de l'èxit del seu club de salut que va començar amb ell a Real People, on es va mostrar a la feina. Va presentar clients als quals havia ajudat a perdre pes. Més tard va tenir papers com a convidat a Battlestars, Body Language, Super Password, Win, Lose or Draw, Match Game (ABC), Hollywood Squares (sindicat) i Nickelodeon 's Figure It Out.
El 1998, Simmons va proporcionar la veu de Boone a Rudolph the Red-Nosed Reindeer: The Movie.
Va aparèixer com ell mateix a nombroses sèries de televisió, incloses Whose Line Is It Anyway?, CHiPs, Saturday Night Live, The Larry Sanders Show i a l'episodi d'Arrested Development Bringing Up Buster. El 1999, va presentar la sèrie de televisió de curta durada DreamMaker. El 2007, va filmar l'especial de PBS, Love Yourself and Win.
També va aparèixer en anuncis de televisió dels xampús Sprint, Yoplait i Herbal Essence. A finals de 2007, va estar en un comercial de This is SportsCenter a ESPN com a entrenador de condicionament del programa. Al Canadà, Simmons estava en un anunci dels matalassos Simmons. L'empresa de matalassos va contractar la celebritat de l'exercici per la similitud de nom i pel seu atractiu per al públic objectiu de l'empresa de dones més grans de 35 anys. Més enllà d'això, no hi ha cap altra associació comercial entre ells.
A l'episodi de Rocko's Modern Life No Pain, No Gain, Simmons va donar veu a un entrenador d'exercicis amb la seva semblança animada, dirigint una classe plena d'animals antropomòrfics grans.
De 2006 a 2008, va presentar un programa de ràdio a Sirius Stars (canal 102 de Sirius Satellite Radio) titulat Lighten Up with Richard Simmons.
Durant la Pandèmia de COVID-19 el 2020, el canal de YouTube de Simmons es va actualitzar amb vídeos d'exercicis d'arxiu (gravats abans de la seva decisió de retirar-se de la vida pública) per ajudar la gent a mantenir-se en forma a casa. Un portaveu va dir que el moviment va ser motivat per una sol·licitud aclaparadora perquè Richard tornés d'alguna manera com a consol, i va afegir que en Richard està molt tocat per la divulgació.
- Simmons va ser convidat a The Rosie O'Donnell Show el 18 de novembre de 1997, juntament amb Celine Dion.
- Simmons es va retratar a la temporada de 1986 Amazing Stories de Steven Spielberg un, episodi 10 (Man de control remot).
- Va ser un convidat freqüent a The Howard Stern Show a les dècades de 1980 i 1990. Els dos van tenir una breu amistat a l'aire, que tant Simmons com Stern van discutir diverses vegades a l'aire. Tot i que va decidir en un moment rebutjar una implicació futura després que Stern l'insultés repetidament, va tornar al programa el 16 de novembre de 2006, després va tornar de nou el 24 de gener de 2012 i finalment el 24 de setembre de 2013.
- Simmons també va ser un convidat freqüent a Late Night with David Letterman (NBC) i al Late Show with David Letterman (CBS). El 22 de novembre de 2000, van tenir una baralla després d'un incident al programa d'aquella nit. Simmons (mentre vestit de gall dindi) va agafar a Letterman com per abraçar-lo o besar-lo, i Letterman va respondre ruixant Simmons amb un extintor que va provocar que Simmons tingués un greu atac d'asma.[23] Simmons no va aparèixer al programa Letterman durant sis anys, i finalment va tornar el 29 de novembre de 2006. Durant aquest temps, Letterman va tornar a fer una broma a Simmons. Mentre Simmons demostrava un vaixell de vapor amb la seva marca, Letterman va insistir a col·locar una safata sota el vapor que Simmons no creia que hi pertanyés. Quan Simmons va encendre el vapor, alguna cosa a la safata va esclatar i es va incendiar, fent que Simmons corria per salvar la seva vida. Malgrat l'ensurt, Simmons es va agafar l'incident amb força bona naturalesa, fins i tot fent broma dient que se sentia com Michael Jackson (en referència a un contratemps en què els cabells de Jackson van ser incendiats accidentalment per pirotècnia mentre filmava un anunci de Pepsi).[24]
- Va ser convidat a la versió estatunidenca de Whose Line Is It Anyway?.
- Simmons és a les pistes 1 i 10 de l'àlbum de vacances de 1997 More Twisted Christmas de Bob Rivers.
- Simmons va estar diverses vegades al programa Glenn Beck a HLN.[25]
- Apareix en gran manera al videoclip de Hawker Boat de Tobacco, extret de l'àlbum F***** Up Friends.[26]
- Proporciona la veu a Coach Salmons, un personatge recurrent inspirat en la seva pròpia semblança, a Fish Hooks, una sèrie original de Disney Channel que es va estrenar el 24 de setembre de 2010. Fish Hooks va acabar després de tres temporades.
- El 2011, Simmons va protagonitzar Fit to Fly with Richard Simmons, un vídeo informatiu de seguretat a bord d’Air New Zealand modelat després dels seus entrenaments aeròbics.[27]
- El 2012, va estar en un comercial canadenc per al telèfon sense fil Telus.
- El 2013, va aparèixer a Extreme Weight Loss com a convidat sorpresa, dirigint un entrenament amb els concursants.
- El 2021, va ser interpretat per l'americana Drag Queen Tina Burner a la 13a temporada de Rupaul's Drag Race al Snatch Game Challenge.

El gener de 2024, es va anunciar un biopic encara sense títol sobre Simmons, protagonitzat per Pauly Shore. Simmons va declarar a Facebook: «Mai he donat el meu permís per a aquesta pel·lícula».

## Vida personal

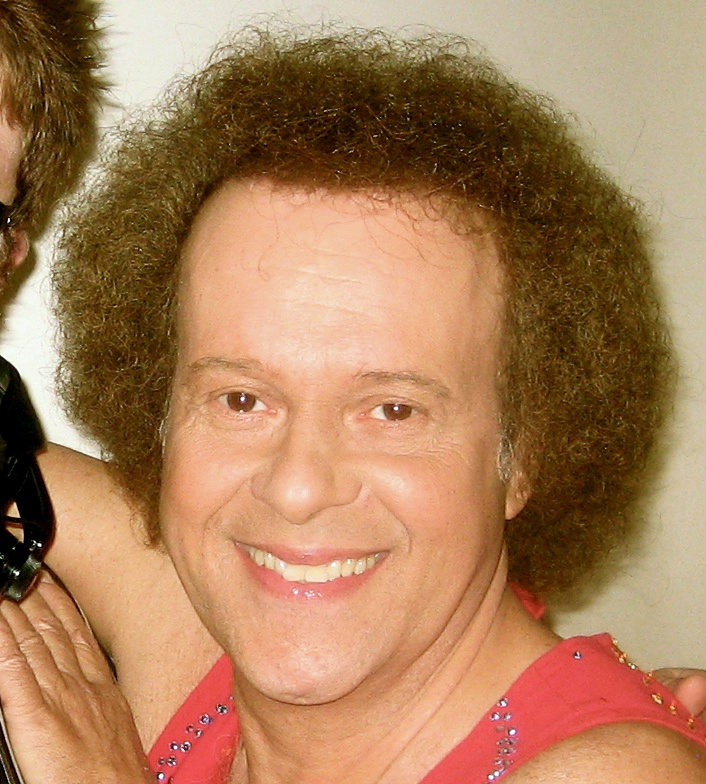
Simmons el 2007

### Personalitat
Simmons utilitza el seu comportament energètic i motivador per animar la gent a perdre pes. El seu alt nivell d'energia sempre apareix als seus vídeos d'entrenament, i el seu vestit característic són els pantalons curts i les samarretes de tirants de Dolphin amb ratlles de caramel decorats amb cristalls de Swarovski.
Simmons interactua a nivell personal amb la gent que utilitza els seus productes. Això va començar responent personalment el correu dels fans que va rebre com a membre del repartiment de l'Hospital General. A partir del 2008, personalment va respondre correus electrònics i cartes i va fer centenars de trucades telefòniques cada setmana a aquells que demanen la seva ajuda.
Va afirmar que tenia pocs amics i va dir: «No tinc molt a oferir a una persona. Tinc molt a oferir a molta gent». A part dels seus tres dalmates i dues minyones, Simmons viu sol a Beverly Hills, Califòrnia.
Tot i que la seva orientació sexual ha estat objecte de moltes especulacions, maig no ha parlat públicament de la seva sexualitat.
El setembre de 2005, Simmons va aparèixer a Entertainment Tonight per parlar dels efectes de l'huracà Katrina sobre la seva família a la seva ciutat natal de Nova Orleans, i la seva participació en l'ajuda als afectats per l'huracà. El 29 d'agost de 2006, Simmons estava a Your World amb Neil Cavuto mentre feia una visita de tornada a Nova Orleans un any després de la inundació, una visita que va repetir el 2 de març de 2007, parlant ara del seu recent viatge a Washington, DC, a promoure i conscienciar sobre la Llei de reforç de l'educació física de 2007 (HR 1224).

### Retirada de la vida pública
Simmons no ha fet cap aparició pública important des del 2014 i va deixar d'aparèixer en públic al febrer d'aquell any. El març de 2016, es va començar a especular que el tenia com a ostatge per la seva mestressa. En resposta, el 14 de març de 2016, Simmons va fer una entrevista d'àudio al Today Show, negant els rumors. El novembre de 2016, el gimnàs Slimmons va tancar, sense cap anunci públic de Simmons. El febrer de 2017, es va llançar el podcast Missing Richard Simmons, que investigava per què Simmons va abandonar la vida pública tan sobtadament.
El març de 2017, els detectius del Departament de Policia de Los Angeles van visitar la casa de Simmons per dur a terme un control de benestar, emetent una declaració que Simmons està perfectament bé i que ara mateix està fent el que vol fer i és el seu negoci. El 19 d'abril de 2017, després d'una hospitalització per indigestió greu, Simmons va fer el seu primer comentari públic en més d'un any, publicant a Facebook una foto seva i el missatge «No em 'perdo', només una mica menys. el temps». Tanmateix, la imatge que es va incloure a la publicació datava del 2013, la qual cosa va fer especular que la persona que va publicar el missatge podria no haver estat en realitat Simmons.
El maig de 2017, va demandar a National Enquirer, Radar Online i American Media, Inc. per difamació i afirmacions falses que estava sotmès a una reassignació de gènere. El setembre de 2017, Simmons va perdre la demanda i va ser condemnat a pagar els honoraris de l'advocat dels acusats. El jutge va sentenciar, «perquè els tribunals han considerat durant molt de temps que una identificació errònia de determinades característiques immutables no tendeix naturalment a danyar la reputació d'una persona, fins i tot si hi ha una part important de la població que té prejudicis contra aquestes característiques, la identificació errònia d'una persona com a transgènere no és difamació accionable sense danys especials».
El juny de 2018, va demandar a un investigador privat de Los Angeles, al·legant que havia col·locat un dispositiu de seguiment més d'un any abans a l'únic vehicle que Simmons va utilitzar per al transport, i va assenyalar que aquest seguiment infringeix la llei de Califòrnia. El juliol de 2018, Simmons va modificar la demanda, al·legant que l'investigador havia estat contractat per In Touch Weekly i els fiscals van presentar una denúncia penal. El maig de 2020, un tribunal d'apel·lació de Califòrnia va confirmar la decisió d'un jutge de primera instància que permetia que la demanda de Simmons avançava.
El març de 2024, Simmons va emetre un comunicat aclarint que no s'està morint, després que una publicació a Facebook que va escriure animant la gent a abraçar-se cada dia va provocar la preocupació pública. Simmons també va afirmar que ja no té cap gerent ni publicista, i que no ha donat permís per a un biopic seu.
Aquell mateix mes, Simmons va revelar que li havien diagnosticat un càncer de pell, situat sota l'ull dret. Simmons va declarar més tard a la seva pàgina X (Twitter) que el diagnòstic de càncer es va produir fa tants anys i va decidir parlar-ne per animar la gent a anar al metge si veu alguna cosa inusual al seu cos.